# Better in the Shade (album)
Albums de Patrick Watson
Wave
(2019) Uh Oh
(2025)
Singles de Patrick Watson
Lost With You
(2020)
Singles
1. Better in the Shade
Sortie : 22 avril 2022
2. Height of the Feeling
Sortie : 8 septembre 2022

Better in the Shade est le septième album studio de Patrick Watson et de son groupe musical de rock indépendant canadien, sorti le 22 avril 2022 sous le label Secret City Records.
Deux singles de l'album sont chantés en duo : Height of the Feeling avec La Force (Ariel Engle (en)), et Stay avec Sea Oleena.

## Contexte et production
Better in the Shade, septième album du groupe, sort le 22 avril 2022 : les compositions de cet album-ci, marquées par la pandémie de Covid-19, mettent l'accent sur une utilisation plus importante d'instruments électroniques, notamment le synthétiseur modulaire sur lequel Watson a fait de nombreuses recherches et expériences depuis 2019 — et dont son EP A Mermaid in Lisbon résulte de cette utilisation mélodique nouvelle.
Les mélodies Ode to Vivian et Little Moments sont dédiées à la photographe Vivian Maier, et Blue parle de « notre dépendance aux blues ».
L'album puise aussi son inspiration dans plusieurs œuvres littéraires, dont les romans Fever Dream de Samanta Schweblin et Les Vagues, de Virginia Woolf.
Better in the Shade est le premier album enregistré par Patrick Watson sans son batteur, Robbie Kurster, qui a quitté le groupe après Wave.

## Liste des titres
| 1.    | Better in the Shade                        | 3:36 |
| 2.    | Height of the Feeling (Featuring La Force) | 3:59 |
| 3.    | Ode To Vivian                              | 1:29 |
| 4.    | Little Moments                             | 2:46 |
| 5.    | Blue                                       | 3:52 |
| 6.    | La La La La La                             | 1:51 |
| 7.    | Stay (Featuring Sea Oleena)                | 4:08 |
| 21:41 |                                            |      |

## Réception

### Critique
Better in the Shade reçoit des retours généralement positifs de la part des critiques. Sur Metacritic, l'album se voit attribuer une note moyenne de 78 sur 100, sur la base de 4 critiques.
Sur la revue Sputnikmusic, qui attribue à l'album une note de 4 sur 5, un membre du site explique que Better in the Shade n'a pas la force de Wave, mais qu'il apporte une gamme émotionnelle plus large, une diversification sur le plan sonore, et que ses mélodies sont « l'équivalent sonore de vivre, de respirer et de la chaleur humaine. »,
Sur le site québécois Le Canal Auditif, l'album reçoit une note de 7 sur 10. Louis-Philippe Labrèche y regrette la courte durée de l'album, mais reconnaît que Watson arrive malgré tout à ne pas tomber dans le piège de « reproduire sans cesse la même chose qui avait fonctionné la fois précédente. »

## Crédits

### Membres du groupe
- Patrick Watson : piano, synthétiseur, chant
- Joe Grass : guitare acoustique, guitare électrique
- Mishka Stein : contrebasse